# Turbo Racing 3: Shanghai
Turbo Racing 3: Shanghai es videojuego de carreras desarrollado por Silent Bay Studios y publicado por Miniclip para navegador web. Fue lanzado el 5 de diciembre de 2013. Es la tercera y última entrega de la serie Turbo Racing.

## Jugabilidad
Es un juego de carreras donde el jugador compite contra cinco oponentes en carreras de punto a punto en las que hay puntos de control a lo largo de las autopistas de Shanghái en los que el corredor que pase en última posición es eliminado y el jugador debe completar desafíos sin ser eliminado.
A diferencia de sus predecesores, este juego no tiene opciones de personalización; en cambio, el jugador puede desbloquear todos los trabajos de pintura especiales recolectando un total de 30 estrellas.